# On a tout essayé
 (novembre 2020).
On a tout essayé est une émission de télévision française diffusée sur France 2 du 19 septembre 2000 au 29 juin 2007 présentée par Laurent Ruquier, produite par Thierry Ardisson et Catherine Barma et réalisée par Serge Khalfon.

## Historique
D'abord diffusée un mardi sur deux en deuxième partie de soirée durant la saison 2000-2001 du 19 septembre 2000 au 26 juin 2001, cette émission est diffusée en semaine en access prime time à partir du 3 septembre 2001 et a pour but de commenter l'actualité de manière tantôt humoristique, tantôt plus sérieuse.
Le générique est un extrait de Vertigogo du groupe Combustible Edison[pertinence contestée], et les tournages ont lieu au Moulin Rouge.
En 2001, l'émission reçoit un 7 d'or dans la catégorie « Meilleure émission d'humour ».
Plusieurs années durant, l'émission est délocalisée sur la croisette pendant le Festival de Cannes. De plus elle bénéficie de prime réguliers.
L’émission est également diffusée le samedi durant la saison 2005-2006 sous le nom On a tout essayé... même le samedi (à partir du 22 octobre) puis  On a tout essayé… même sans le patron présentée par Christine Bravo en 2006-2007[réf. souhaitée]. Du 18 au 22 décembre 2006, Philippe Geluck a remplacé Laurent Ruquier, absent pour « raison personnelle ».
À la rentrée de septembre 2007, On a tout essayé est remplacée par On n'a pas tout dit, la nouvelle émission de Laurent Ruquier. Plusieurs années plus tard, il attribue la disparition de l'émission à l'élection présidentielle de 2007 et la victoire de Nicolas Sarkozy, l'UMP n'ayant, selon le journaliste, pas apprécié que son candidat ait été tant critiqué et moqué pendant la campagne.
Laurent Ruquier déclare vouloir « refaire On a tout essayé à la télévision » à l'occasion du documentaire On n'demande qu'à le connaître diffusé le 27 décembre 2012 sur France 2.

## Déroulement de l'émission
- Si vous ne connaissez pas le sujet, laissez ce bandeau (vous pouvez alors contacter les auteurs).
- Si vous supprimez le contenu mis en cause (vous pouvez préalablement contacter les auteurs),

argumentez précisément cette suppression dans la page de discussion
(un manque de référence n'est pas un argument ; une recherche réelle de référence doit avoir été effectuée, être formellement documentée).
L’émission commence par une séquence intitulée « La photo du jour » dans laquelle Laurent Ruquier refait l’actualité du jour à partir de photos trouvées dans la presse quotidienne nationale et régionale.
Lors de l'émission du samedi, l'émission commence par le bâillon fort. Les chroniqueurs sont interrogés sur l'actualité. Celui qui trouve la bonne réponse est immunisé et les autres doivent en éliminer un. Le dernier peut annoncer l'invité du jour qui servira de fil rouge.
Ensuite se succèdent trois invités qui débattent avec les chroniqueurs sur un fait d’actualité du jour ou sur leur promotion. Les invités sont confrontés à une imposture de Dan Bolender (dans les premières années), à une fausse interview d'Hugues Delatte (joué par Raphaël Mezrahi), à un sketch de Florence Foresti (qu'elle interprète avec Laurent Ruquier sur un thème d‘actualité choisi, souvent en rapport avec l‘invité) ou de Mustapha El Atrassi (il vient également faire un sketch en rapport avec l’actualité).

## Équipe
Philippe Vandel est le rédacteur en chef de l'émission.
Sur le plateau, Laurent Ruquier est entouré chaque soir de six des membres de son équipe.
- Franck Dubosc (chroniqueur) (2000-2002)
- Claude Sarraute (chroniqueuse) (2000-2007)
- Jean-François Dérec (chroniqueur) (2000-2004)
- Maureen Dor (chroniqueuse) (2000-2006)
- Gérard Miller (chroniqueur, portrait freudien de l'invité, entretien d'embauche) (2000-2007)
- Isabelle Alonso (chroniqueuse) (2000-2007)
- Philippe Geluck (chroniqueur) (2000-2007)
- Dan Bolender (caméras cachées) (2000-2005)
- Isabelle Mergault (chroniqueuse) (2001-2005)
- Valérie Mairesse (chroniqueuse) (2001-2007)
- Sophie Garel (chroniqueuse, rubrique littérature) (2001-2007)
- Jean Benguigui (chroniqueur) (2001-2006)
- Jean-Luc Lemoine (chroniqueur, portrait de l'invité, parti dans On n'est pas couché) (2001-2006)
- Annie Lemoine (chroniqueuse) (2001-2007)
- Olivier Ranson (chroniqueur) (2001-2002)
- Christine Bravo (chroniqueuse) (2001 et 2003-2007)
- Raphaël Mezrahi (chroniqueur, fausses interviews) (2001-2005)
- Steevy Boulay (chroniqueur) (2002-2007)
- Péri Cochin (chroniqueuse) (2002-2007)
- Arnaud Gidoin (chroniqueur, sketches) (2002-2004)
- Stéphane Pocrain (chroniqueur) (2002-2006)
- Pierre Bénichou (chroniqueur) (2003-2007)
- Elsa Fayer (chroniqueuse) (2003-2007)
- Christophe Alévêque (chroniqueur, portrait de l'invité, bilan de la semaine) (2003-2007)
- Caroline Diament (chroniqueuse) (2003-2007)
- Isabelle Motrot (chroniqueuse, rubrique cinéma) (2003-2007)
- Jean-Bernard Hebey (chroniqueur, rubrique musique) (2003-2007)
- Philippe Vandel (chroniqueur, zapping de l'invité) (2004-2007)
- Florence Foresti (sketches, partie dans On n'est pas couché) (2004-2006)
- Jérôme Bonaldi (rubrique inventions) (2004-2007)
- Jérémy Michalak (chroniqueur, rubrique Internet, semaine de l'invité) (2006-2007)
- Mamane (chroniqueur, sketches) (2006-2007)
- Virginie de Clausade (chroniqueuse) (2006-2007)
- Roger Zabel (chroniqueur) (2006-2007)
- Paul Wermus (rubrique scoops) (Octobre 2005-Juin 2007)
- Mustapha El Atrassi (sketches) (2006-2007)
- Frédéric Martin (sketches) (2006-2007)
- Manu Payet (sketches) (2007)
- Maxim Martin (sketches) (2007)
- Jérôme Daran (portrait de l'invité)
- Yvan Le Bolloc'h (chroniqueur) (2001)
- Éric Métayer (chroniqueur) (2001)
- Gilbert Rozon (chroniqueur) (2002)
- Bernard Chapuis (chroniqueur) (2002)
- Maxime (chroniqueur) (2002)
- Frigide Barjot (chroniqueuse) (2002)
- Gaël Leforestier (chroniqueur) (2002)
- Ginie Van De Noort
- Maurad (canulars téléphoniques)
- Jean-Jacques Vanier (chroniqueur) (2007)